# Negeri Bayu Muslimin
Negeri Bayu Muslimin is een bestuurslaag in het regentschap Simalungun van de provincie Noord-Sumatra, Indonesië. Negeri Bayu Muslimin telt 1979 inwoners (volkstelling 2010).